# Giacomo Sessa
Giacomo Sessa (Milano, 1777 – Arzago d'Adda, 1862) è stato un militare, patriota e nobile italiano.

## Biografia

### Giovinezza e famiglia
Giacomo Sessa nacque a Milano nel 1777 da Giovanni Sessa e Luigia Biumi, appartenenti a due famiglie di antica nobiltà ben inserite nei meccanismi sociopolitici dell'ancien régime: il nonno paterno, Carlo Sessa, ricoprì dal 1729 le cariche di Regio Delegato e Luogotenente militare per la città di Como, mentre lo zio materno Francesco Biumi, membro del Collegio dei Nobili Fisici, ebbe molta fama come medico nella Milano del suo tempo. Dei numerosi fratelli sono degni di nota Carlo, arciprete e Vicario Foraneo di Rivolta d'Adda, e Giuseppe, Ingegnere del Nobile Collegio di Milano. Nonostante ciò, probabilmente influenzato dalla temperie culturale illuminista diffusa in Europa, il Sessa nutrì presto un'esigenza di rinnovamento rispetto al mondo dal quale proveniva.
Trascorse l'infanzia e la prima giovinezza alternando la residenza fra Palazzo Confalonieri Sessa in Contrada del Lauro a Milano e la tenuta di campagna ad Arzago d'Adda.

### Carriera militare sotto Napoleone Bonaparte
Raggiunta da poco l'età adulta, Giacomo Sessa vide nella discesa di Napoleone Bonaparte in Italia l'occasione per concretizzare gli ideali maturati fino ad allora: perciò nel febbraio del 1797, pur osteggiato dalla famiglia, si unì come volontario assieme al fratello minore Francesco al 1º Corpo degli Ussari Lombardi, agli ordini del generale Teulié.
Il Sessa si distinse subito, ottenendo il grado di luogotenente aiutante maggiore in modo celebre: secondo i resoconti, nel togliere Verona agli austriaci, il generale Pietro Teulié fu circondato da un'orda di Schiavoni nei pressi della porta S. Felice. Lanciandosi innanzi col fratello Francesco, il Sessa protesse a colpi di spada il generale, ma nella mischia Francesco Sessa restò trucidato: Giacomo Sessa, colto da furia per la morte del fratello, massacrò molti nemici, impossessandosi della loro bandiera, un gesto che gli fece guadagnare l'immediata promozione sul campo.
La nascita della Repubblica Cisalpina, successivamente alla sconfitta militare degli austriaci, se da una parte favorì la liberalizzazione della società, dall'altra sembrò tradire le promesse di libertà degli italiani. 
Pur disilluso dagli esiti della politica francese, Giacomo Sessa non abbandonò i propri impegni, ma proseguì la propria carriera militare, partecipando alle imprese belliche di Napoleone Bonaparte per tutta Europa: militò nelle operazioni effettuate nei pressi degli Stati di Modena e Parma, combatté i Russi sulla Trebbia (1799), guidò il ritiro in Francia ed ebbe parte nella difesa del Passo Gran S. Bernardo e nella Campagna d'Italia del 1800; successivamente, partecipò alla campagna sull'Oceano contro l'Inghilterra (1803) e, ottenuta nel 1804 la nomina a Capitano del Reggimento dei Dragoni di Napoleone, alle campagne presso il Regno di Napoli (1805-1806). Promosso a Maggiore di Cavalleria e Capo dello Stato Maggiore della Terza Divisione guidò le operazioni in Germania contro la Russia, dove, nella Battaglia di Raab, ebbe infranto l'omero sinistro da un colpo di fuoco. Nel periodo di riposo (1809) ricevette per i suoi meriti militari la nomina a Cavaliere della Legion d'Onore, importante onorificenza francese. Prima della caduta dell'Impero Napoleonico partecipò ancora alle spedizioni in Tirolo e Italia nel periodo 1813-1814, in seguito si ritirò a vita privata, sposando nel 1817 la cugina Giuseppa Galimberti, figlia del Ragioniere Collegiato Giuseppe Galimberti.

### Prima Guerra d'Indipendenza ed esilio
Nel trentennio seguente, pur essendo stato integrato (come altri ex ufficiali napoleonici) nell'esercito asburgico col grado di Maggiore in pensione, Giacomo Sessa venne tenuto sotto controllo dalla polizia austriaca. Il suo ritorno alla vita pubblica civile - e soprattutto militare - avvenne nel 1848 con la dichiarazione di guerra all'Austria da parte di Carlo Alberto di Savoia, immediatamente seguente alle cinque giornate di Milano, e con la proclamazione del Governo Provvisorio della Lombardia, dal quale fu chiamato a far parte come membro del Consiglio di Guerra: era l'inizio della Prima guerra di indipendenza. Il Sessa fu quindi nominato il 26 marzo 1848 Colonnello comandante del I Reggimento Lombardo a fianco del concittadino Uberto Visconti di Modrone (che comandava il 3°) e in seguito fu anche promosso al grado di general maggiore, conferitogli nel giugno del 1848 dal Ministero della Guerra degli Stati Sardi, ma ricusò, sostenendo che avrebbe accettato la promozione solo a guerra finita, e vinta.
Il successo dello schieramento sabaudo fu però breve: la forza della controffensiva austriaca e il venir meno del sostegno delle truppe pontificie determinarono una rapida inversione, fino alla disfatta finale nella Battaglia di Custoza (1848).
Le conseguenze della sconfitta furono pesanti per il Sessa: com'è ancora possibile leggere nella Gazzetta di Pavia e in altri resoconti, in data 21 aprile 1853 un Regio Imperial Decreto del Feld-maresciallo conte Radetzky stilò un elenco di personaggi in vista che avrebbero dovuto subito lasciare il Lombardo-Veneto, pena la morte, oltre che subire il sequestro totale dei beni: tra loro la principessa Cristina Trivulzio Belgiojoso, due membri della famiglia Litta Arese, Giacomo Sessa appunto e molti esponenti del mondo intellettuale lombardo.
In esilio nel Regno di Sardegna, il Sessa si stabilì per un anno a Biella, quartier generale degli ufficiali lombardi di cui egli era comandante, in seguito fu nominato Presidente del Consiglio di Guerra a Vercelli. Negli anni seguenti, in virtù dei suoi servigi, fu accolto come cavaliere nell'Ordine dei Santi Maurizio e Lazzaro (1852) e nel 1853 venne naturalizzato suddito sardo per Decreto Ministeriale.

### Gli ultimi anni
L'esilio negli Stati Sardi durò fino al 26 aprile 1856, data in cui fu firmato un nuovo Regio Imperial Decreto che garantiva all'ormai pensionato Colonnello Giacomo Sessa l'impune ritorno nel Lombardo-Veneto, la riammissione alla cittadinanza austriaca e lo scioglimento del sequestro sopra i suoi beni in Milano e in Lombardia.
I suoi ultimi anni trascorsero nella tenuta della Cascina Ravajola ad Arzago d'Adda.
Con la Seconda guerra di indipendenza del 1859 il Lombardo-Veneto fu liberato definitivamente dall'autorità austriaca e nello stesso anno fu proclamato il Regno d'Italia.
Giacomo Sessa morì nel 1862 ad Arzago d'Adda ed è sepolto nella Cappella Sessa, oggi di proprietà dei discendenti Gatti Grami.